# André Valadão
André Machado Valadão (né le 16 avril 1978) est un chanteur et compositeur de musique chrétienne contemporaine, aussi qu'un pasteur chrétien baptiste et présentateur brésilien. Il est pasteur à l'Église baptiste de Lagoinha à Orlando, Floride.

## Biographie
André Valadão est le fils de Márcio Valadão et de Renata Valadão, pasteurs de l'Église baptiste de Lagoinha. Il est le frère d'Ana Paula et Mariana Valadão, et il est marié à Cassiane Valadão, avec qui il a trois enfants, Lorenzo, Vitório et Angel. Le chanteur s'est formée dans trois séminaires, l’Institut Christ For The Nations, le Centre de formation biblique Rhema et le Domata Missions.

### Ministère
En 1998, il rejoint le groupe musical Diante do Trono, dirigé par sa sœur, Ana Paula Valadão. En 2004, son premier album solo est sorti, Mais Que Abundante. En 2005, la sortie de l'album Milagres a connu un certain succès. En 2008, il a participé à l'album Unidos, enregistré en partenariat avec le groupe anglais Delirious?. En 2013, il a également sorti l'album Fortaleza en portugais et en espagnol et en 2017 l'album Bossa Worship en anglais.
En 2017, il est devenu pasteur de l'Église baptiste de Lagoinha à Orlando, Floride.

## Récompenses
Il a été nommé 2 fois au Latin Grammy, avec les albums Sobrenatural (2008) et Fé (2009).

## Discographie
- Mais Que Abundante (2004)
- Milagres (2005)
- Alegria (2006)
- Clássicos (2007)
- Sobrenatural (2008)
- Unidos (avec Delirious?) (2008)
- Clássicos de Natal (2008)
- Fé (2009)
- André Valadão Diante do Trono (2009)
- Minhas Canções na Voz de André Valadão (2010)
- Aliança (2011)
- Fortaleza (2013)
- Versões Acústicas (2014)
- Fortaleza - en español (2015)
- Crer Para Ver (2016)
- Bossa Worship (2017)
- Versões Acústicas 2 (2017)